# Rolls-Royce Spectre
Rolls-Royce Spectre – elektryczny samochód osobowy klasy ultraluksusowej produkowany pod brytyjską marką Rolls-Royce od 2023 roku.

## Historia i opis modelu

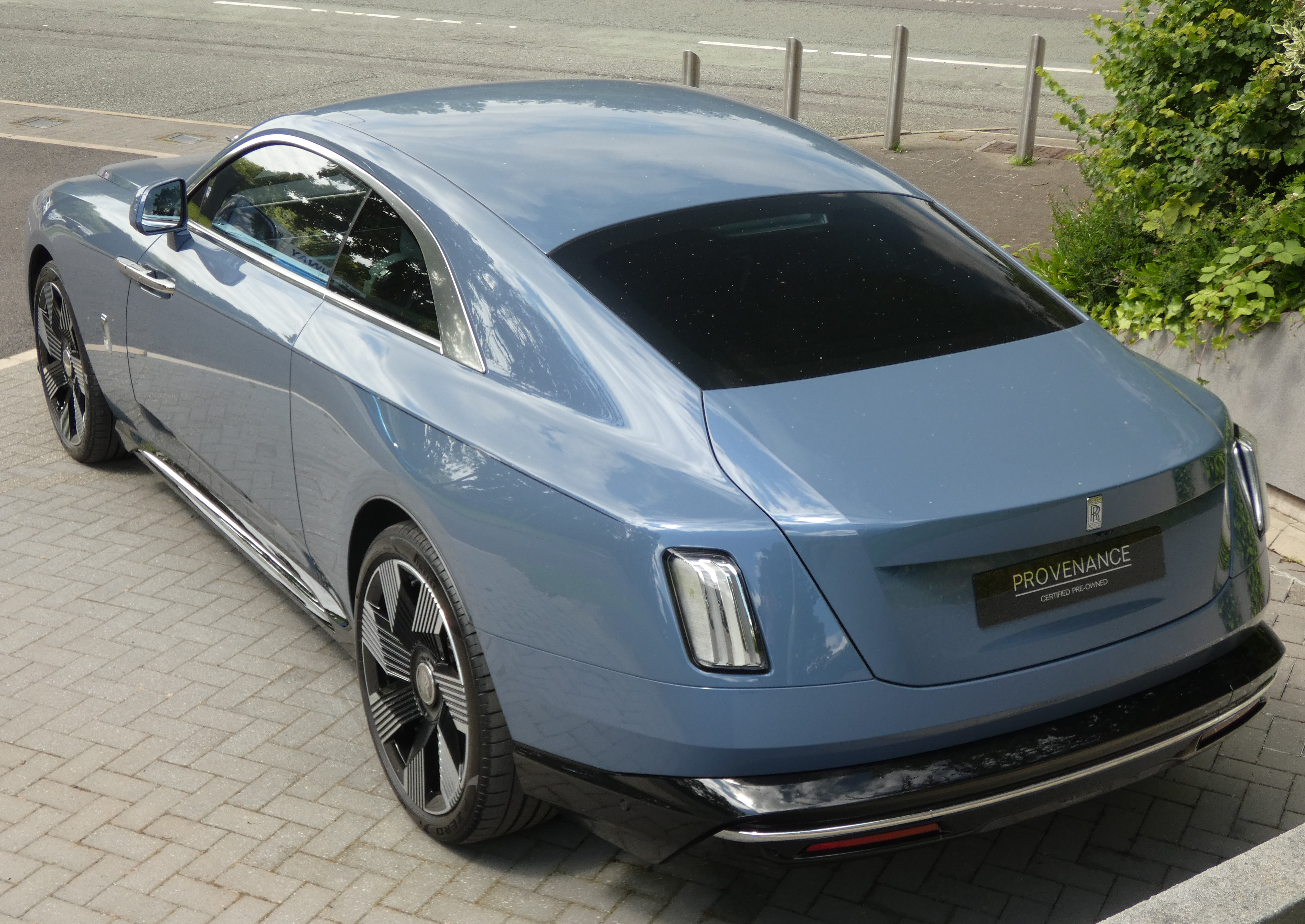
Rolls-Royce Spectre – tył

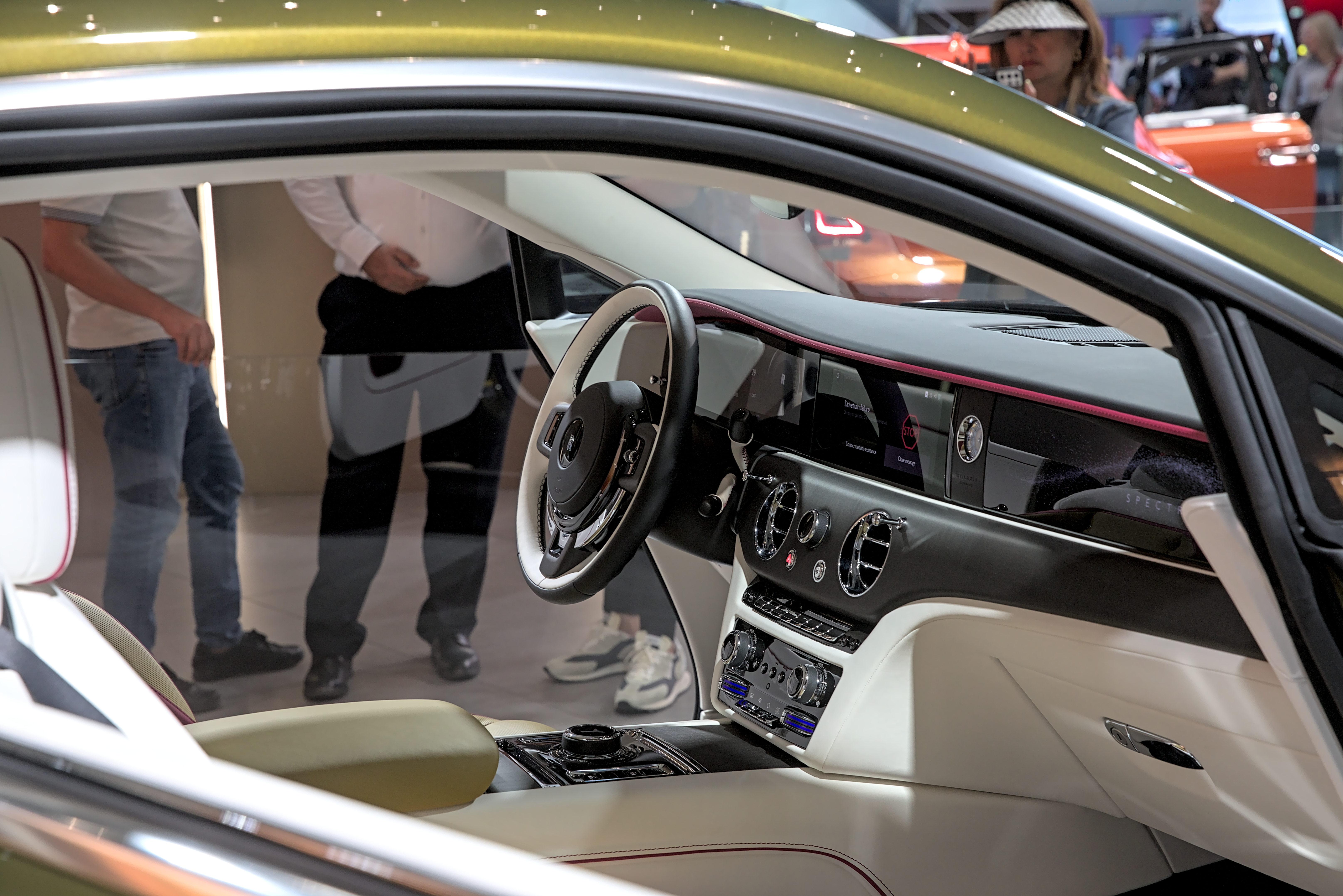
Rolls-Royce Spectre – kokpit

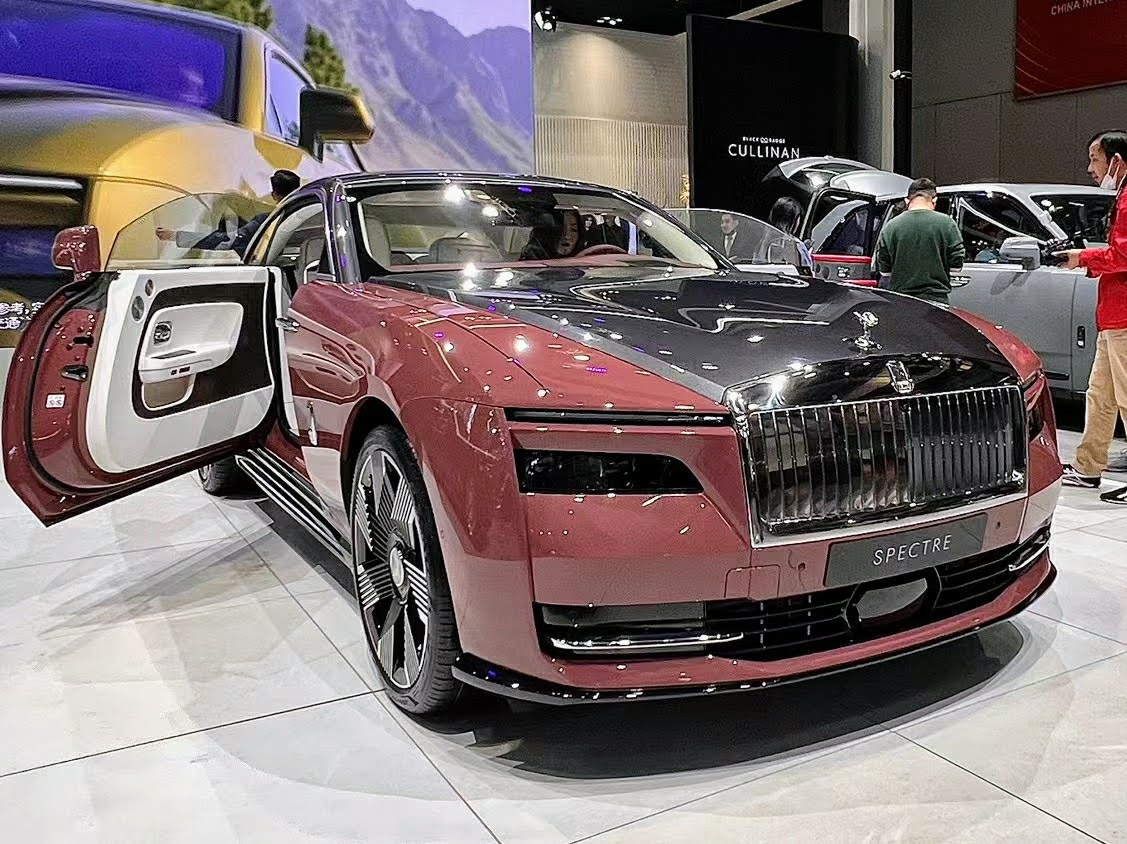
Rolls-Royce Spectre – drzwi

Pod koniec września 2021 Rolls-Royce oficjalnie zapowiedział plany wprowadzenia do sprzedaży pierwszego w swojej historii samochodu elektrycznego, prezentując głęboko zamaskowany przedprodukcyjny egzemplarz będący wówczas w zaawansowanej fazie rozwoju. Rolls-Royce Spectre oficjalnie został zaprezentowany w drugiej połowie października 2022, stanowiąc jednocześnie wstęp do pełnej elektryfikacji gamy brytyjskiej firmy wyznaczonej na 2030 rok.
Samochód utrzymany został w typowej dla brytyjskiej firmy estetyce, wyróżniając się centralnie umieszczoną imitacją chromowanego wlotu powietrza oraz dwurzędowymi reflektorami. Masywne, dwubarwne nadwozie zyskało smukle poprowadzną linię dachu, która łagodnie opada ku tyłowi bez zarysowanej odrębnej bryły bagażnika w stylu nadwozi fastback. Podobnie jak w przypadku poprzednich dwudrzwiowych modeli Rolls-Royce’a, Spectre wyposażony został w nietypowy system otwierania drzwi pod wiatr z dużą, charakterystyczną podłużną klamką zewnętrzną.
Kabina pasażerska utrzymana została w typowej dla Rolls-Royce’a esetyce, z masywną deską rozdzielczą zdobioną okrągłymi nawiewami i tradycyjnymi przełącznikami do sterowania klimatyzacją. Zastosowano cyfrowe zegary, a także 10-calowy dotykowy wyświetlacz centralnego systemu multimedialnego. Łącznie Spectre oferuje kierowcy ponad 1 tysiąc funkcji i 10 tysięcy podfunkcji, będąc najbardziej zaawansowanym technicznie samochodem firmy w historii. Producent zastosował też typowy dla siebie system drobnych diod imitujących rozgwieżdżone niebo w postaci 5876 sensorów rozmieszczonych po całej podsufitce.

### Sprzedaż
Rolls-Royce Spectre uplasował się w gamie modelowej brytyjskiej firmy jako drugi najdroższy samochód, z ceną 2,5-2,7 miliona złotych kosztując więcej od SUV-a Cullinan, ale mniej od topowej limuzyny Phantom. Dostawy pierwszych egzemplarzy z fabryki w Goodwood zaplanowane zostały na ostatni kwartał 2023 roku, rok po światowej premierze.

### Dane techniczne
Rolls-Royce Spectre jest samochodem w pełni elektrycznym, którego opracowany przy udziale inżynierów BMW układ napędowy przenosi moc na obie osie przy pomocy silnika o mocy 585 KM przy 900 Nm maksymalnego momentu obrotowego. Pozwala to rozpędzić się do 100 km/h w 4,5 sekundy i osiągnąć makymalną prędkość 250 km/h. Ważący ok. 700 kilogramów zestaw akumulatorów pojmności 120 kWh pozwala 2,9 tonowemu samochodowi przejechać w trybie mieszanym ok. 520 kilometrów na jednym ładowaniu. Odpowiedni rozkład mas zapewnia sztywniejsza o 30% względem innych modeli firmy aluminiowa rama przestrzenna.